# Place du Moulin-de-Javel
La place du Moulin-de-Javel est une voie située dans le quartier de Javel dans le 15e arrondissement de Paris.

## Situation et accès
La place du Moulin-de-Javel est desservie par la ligne C du RER à la gare du Pont du Garigliano et la ligne 3a du tramway d'Île-de-France à la station Pont du Garigliano.

## Origine du nom

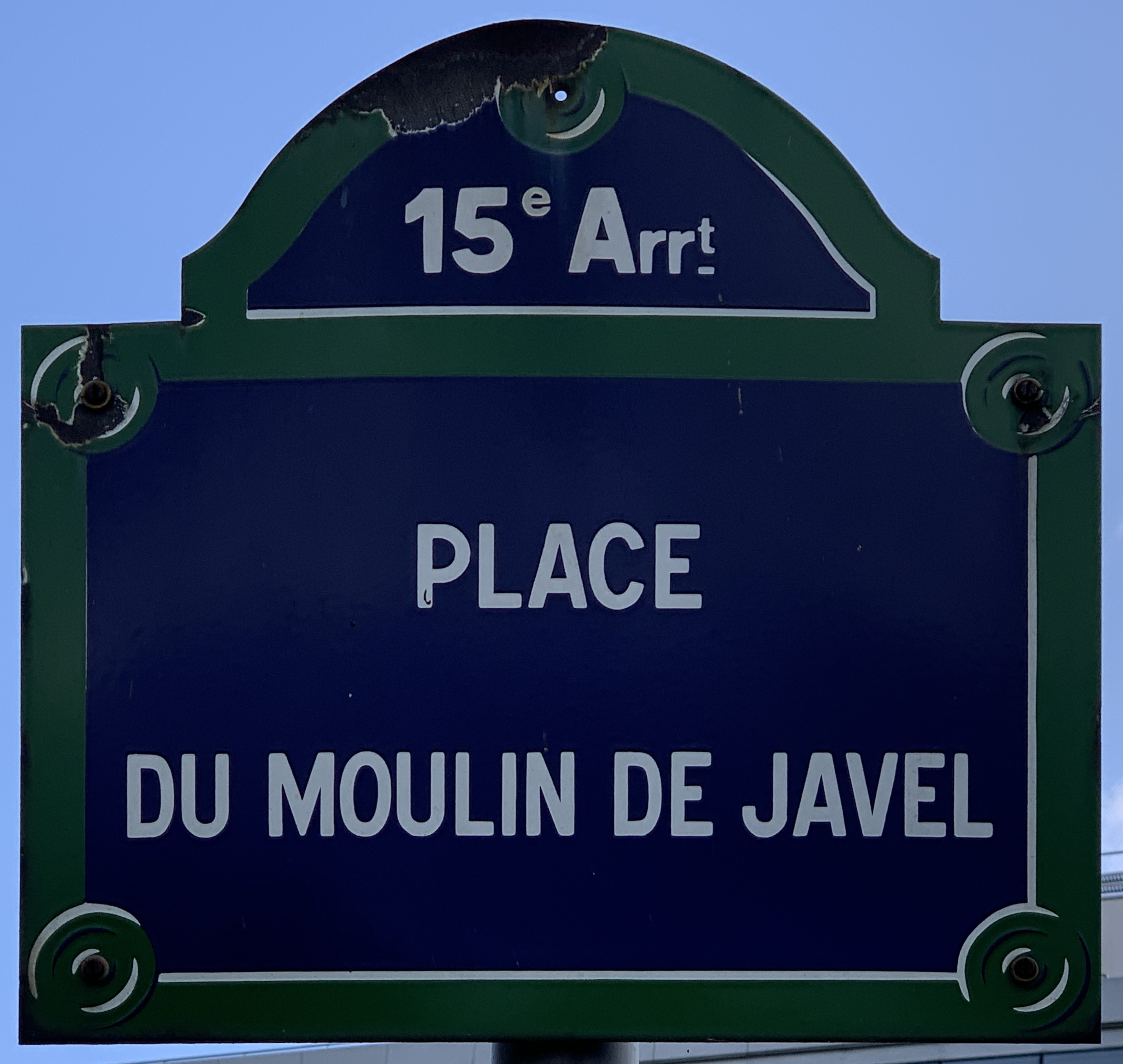
Plaque de la place.

Cette place a été ainsi dénommée en référence à la fois à un moulin à vent dit de Javet, présent à proximité avant 1629, et à l'usine où fut mise au point en 1777 la production d'eau de Javel.

## Historique
Ancienne « voie CL/15 », la place est dénommée ainsi le 18 septembre 2003.